# إسلام بناه أبادي جديد
إسلام‌ بناه أبادي جديد هي قرية في مقاطعة أرومية، إيران. عدد سكان هذه القرية هو 169 في سنة 2006.